# Vạn Phú, Thái Nguyên
Vạn Phú là một xã ở phía tây nam của tỉnh Thái Nguyên, Việt Nam.

## Địa lý
Xã Vạn Phú có vị trí địa lý:
- Phía đông giáp xã Đại Phúc và xã Quân Chu
- Phía tây giáp xã Đại Từ
- Phía nam giáp xã Quân Chu và tỉnh Phú Thọ
- Phía bắc giáp xã Đại Từ.

Xã Vạn Phú có diện tích 51,2 km², dân số năm 2025 là 22.062 người. Khu vực được định hướng là vùng phát triển công nghiệp, tiểu thủ công nghiệp và các cơ sở, làng nghề truyền thống sản xuất chè, có nguồn tài nguyên khoáng sản đa dạng phục vụ sản xuất công nghiệp. 
Đập Gò Miếu chắn suối Ký Phú được đưa vào sử dụng từ năm 2000, đã tạo nên hồ chứa nước lớn, đảm bảo tưới tiêu cho 868 ha lúa của 4 xã: Ký Phú, Văn Yên, Vạn Thọ, Lục Ba và điều tiết nước cho hồ Núi Cốc. Trên địa bàn xã có Mỏ Ký Phú có quặng phosphorit, có trường THPT Lưu Nhân Chú.

## Lịch sử
Trong thời gian Chiến tranh Việt Nam, địa bàn xã là nơi trường Đại học Tổng hợp sơ tán.
Năm 2024, xã Vạn Phú được thành lập khi hợp nhất toàn bộ 8,48 km² và 4.102 người của xã Vạn Thọ và toàn bộ 18,19 km² và 8.916 người của xã Ký Phú. Xã Vạn Phú có diện tích tự nhiên là 26,67 km² và dân số là 13.018 người.
Tháng 6 năm 2025, xã Vạn Phú được thành lập trên cơ sở nhập toàn bộ diện tích tự nhiên, quy mô dân số của xã Vạn Phú (diện tích tự nhiên 26,67 km²; dân số là 13.226 người); xã Văn Yên (diện tích tự nhiên 24,53 km²; dân số là 8.836 người) của huyện Đại Từ. Trụ sở làm việc của xã nằm tại trụ sở xã Vạn Phú cũ.

## Hành chính
Đến năm 2009, xã Ký Phú được chia thành 10 xóm: Chuối, Soi, Dứa, Cả, Đặn 1, Đặn 2, Đặn 3, Gió, Cạn, Duyên.
Đến năm 2009, xã Vạn Thọ được chia thành 12 xóm, gồm 10 xóm đánh số từ 1 tới 10 và 2 xóm: Vai Say, Chăn Nuôi. Ngày 23 tháng 7 năm 2019, sáp nhập xóm Vai Say vào xóm 1. Ngày 11 tháng 12 năm 2019, sáp nhập xóm 10 vào xóm 9.
Đến năm 2009, xã Văn Yên được chia thành 15 xóm: Bầu 1, Bầu 2, Bậu 1, Bậu 2, Núi, Kỳ Linh, Mây, Cầu Găng, Đình 1, Đình 2, Giữa 1, Giữa 2, Dưới 1, Dưới 2, Dưới 3.

## Danh nhân
- Lưu Nhân Chú
- Lưu Trung